# ميليتينا ستانيوتا
ميليتينا ديمترييفنا ستانيوتا (البيلاروسية: Меліціна Дзмітрыеўна Станюта ، الروسية: Мелитина Дмитриевна Станюта ؛ ولدت في 15 نوفمبر 1993) هي لاعبة جمباز إيقاعية من بيلاروسية. حاصلة على ثلاث مرات (2015 ، 2013 ، 2010) الميدالية البرونزية العالمية في الشامل، والميدالية البرونزية الشاملة للألعاب الأوروبية لعام 2015 ، والميدالية الفضية الشاملة في بطولة أوروبا لعام 2014 ، والميدالية البرونزية الشاملة في نهائي سباق الجائزة الكبرى لعام 2009 .

## روابط خارجية
- ميليتينا ستانيوتا في الاتحاد الدولي للجمباز

- ميليتينا ستانيوتا في اللجنة الأولمبية الدولية
- ميليتينا ستانيوتا على إنستغرام